# Copley Society of Art
Copley Society of Art, w skrócie Co|So – najstarsze stowarzyszenie artystyczne non-profit w Stanach Zjednoczonych, założone w 1879 roku. W 1901 roku przyjęło nazwę The Copley Society of Boston biorąc za swego patrona malarza Johna Singletona Copleya, który urodził się w Bostonie. W 1913 roku było współorganizatorem wystawy Armory Show. W 2003 roku Copley Society of Boston zmieniło nazwę na The Copley Society of Art i rozpoczęło nową kampanię swej tożsamości z akronimem „Co|So”. Grupuje ponad 400 artystów. Organizuje 15–20 wystaw rocznie. 

## Historia
Copley Society of Art jest najstarszym stowarzyszeniem artystycznym non-profit w Stanach Zjednoczonych, sięgającym początkami 1879 roku.

### XIX w.
W 1876 roku bostońskie Muzeum Sztuk Pięknych otworzyło swój nowy budynek na Copley Plaza, a w roku następnym Szkołę Rysunku i Malarstwa – School of Drawing and Painting) (później przemianowaną na Szkołę Muzeum Sztuk Pięknych – School of the Museum of Fine Arts) rozpoczęła pierwsze zajęcia.
W 1879 roku członkowie pierwszej klasy maturalnej Szkoły Muzeum Sztuk Pięknych poczuli potrzebę podtrzymania utworzonych przez siebie więzi i wzajemnej pomocy w walce o stanie się uznanymi artystami. W maju tego roku, głównie dzięki staraniom Alice Spencer Tinkham i H. Winthrop Pierce, powstało Boston Art Students Association.

### XX w.

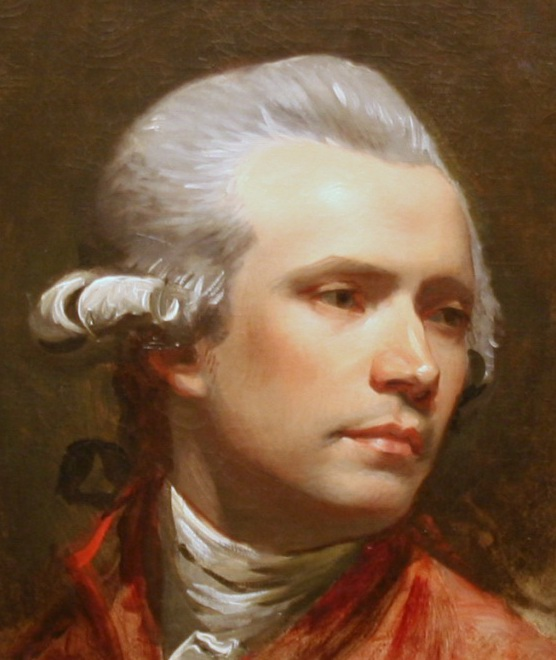
John Singleton Copley, Autoportret, 1780-1784, National Portrait Gallery

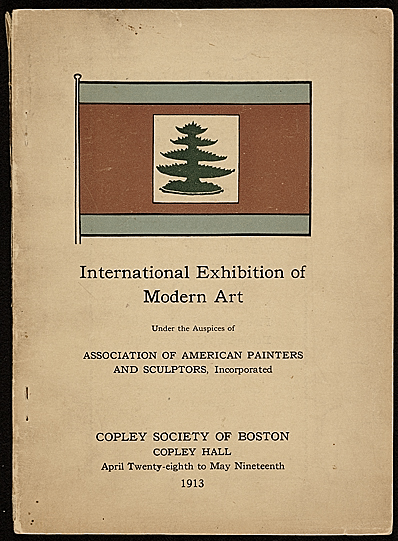
Plakat wystawowy Armory Show w Bostonie

W 1901 roku organizacja ta została przemianowana na The Copley Society of Boston biorąc za swego patrona najsłynniejszego amerykańskiego artystę XVIII wieku, urodzonego w Bostonie Johna Singletona Copleya.
W 1904 roku Copley Society of Boston zorganizowało Memorial Exhibition of the James of McNeil Whistler, pierwszą retrospektywną wystawę artysty, która przyciągnęła 41111 zarejestrowanych gości z całych Stanów Zjednoczonych.
W roku następnym stowarzyszenie zorganizowało wystawę obrazów Claude’a Moneta i rzeźb Auguste’a Rodina.
28 kwietnia 1913 roku w siedzibie stowarzyszenia otwarto po raz ostatni (po Nowym Jorku i Chicago) wystawę Armory Show. Zaprezentowano około 300 eksponatów, wyłącznie awangardowych obrazów europejskich, z pominięciem prac artystów amerykańskich. Wystawa została przyjęta chłodno. Liczba zwiedzających wyniosła około 14 400, mniej niż jedna dziesiąta tego, co w Art Institute of Chicago. Jeden z organizatorów Armory Show, Walt Kuhn zauważył, że „Boston nie polubił wystawy”. Według badacza Carola Troyena chłodne przyjęcie Armory Show w Bostonie, w przeciwieństwie do gorącego w Nowym Jorku i Chicago, wynikało z faktu, iż na początku XX wieku Boston nie był przygotowany na nowości w sztuce skłaniając się ku artystom konserwatywnym.
W 1957 roku Copley Society zakupiło swoją pierwszą stałą siedzibę, 6-piętrowy budynek przy 158 Newbury Street.
W 1979 roku dla uczczenia 100. rocznicy powstania zainaugurowano wystawę Centennial Exhibition.

### XXI w.
W 2003 r. Copley Society of Boston zmieniło nazwę na The Copley Society of Art i rozpoczęło nową kampanię swej tożsamości z akronimem „Co|So”.
Obecnie (2018) stowarzyszenie reprezentuje ponad 400 członków-artystów, od studentów po artystów uznanych w kraju, zróżnicowanych stylowo: od twórców tradycyjnych i realistów akademickich po współczesnych i abstrakcyjnych malarzy, fotografów i rzeźbiarzy. W galerii co roku odbywa się od 15 do 20 wystaw, w tym: wystawy indywidualne, grupowe wystawy tematyczne, konkursy pod przewodnictwem jury i zbiórki pieniędzy. 
Celem stowarzyszenia jest promowanie zainteresowania sztuką w Bostonie i pielęgnowanie ducha braterstwa wśród artystów i studentów sztuki.